# Districte de Magude
El districte de Magude és un districte de Moçambic, situat a la província de Maputo. Té una superfície de 6.960 kilòmetres quadrats. En 2007 comptava amb una població de 54.252 habitants. Limita al nord amb el districte de Massingir de la província de Gaza, a l'est amb els districtes de Chókwè i Bilene Macia també dw la província de Gaza, al sud-est amb el districte de Manhiça, al sud amb el districte de Moamba i a l'oest amb la província sud-africana de Mpumalanga.

## Divisió administrativa
El districte està dividit en cinc postos administrativos (Magude, Mahele, Mapulanguene, Motaze i Panjane), compostos per les següents localitats:
- Posto Administrativo de Magude:
  - Vila de Magude
  - Chichuco
  - Machembe
  - Maguiguana
  - Moine
  - Mulelemane
- Posto Administrativo de Mahele:
  - Mahele
- Posto Administrativo de Mapulanguene:
  - Mapulanguene
- Posto Administrativo de Motaze:
  - Motaze
- Posto Administrativo de Panjane:
  - Panjane